# István Demeter
István Demeter (ur. 7 stycznia 1972) – węgierski zapaśnik walczący w stylu wolnym. Olimpijczyk z Atlanty 1996, gdzie zajął dziewiąte miejsce w kategorii 62 kg.
Szósty na mistrzostwach Europy w 1996. Wicemistrz Europy juniorów w 1989 roku.
- Turniej w Atlancie 1996

Pokonał Portorykańczyka Anibála Nievesa i Enrique Cubasa z Peru, a przegrał z Ukraińcem Elbrusem Tedejewem i Ramilem Isłamowem z Uzbekistanu.